# Oonops loxoscelinus
Oonops loxoscelinus är en spindelart som beskrevs av Simon 1893. Oonops loxoscelinus ingår i släktet Oonops och familjen dansspindlar.
Artens utbredningsområde är Venezuela. Inga underarter finns listade i Catalogue of Life.